# Kristaps Blanks
Kristaps Blanks (Tukums, 30 giugno 1986) è un ex calciatore e allenatore di calcio lettone, di ruolo attaccante.

## Carriera

### Giocatore

#### Club
Cresciuto nelle giovanili del Tukums 2000, squadra della sua città natale, passò nel 2002 allo Skonto venendo dirottato in 1. Līga in quella che era la seconda squadra, il Multibanka Rīga; in 1. Līga, appena sedicenne, giocò quattordici incontri, mettendo a segno cinque reti. Ad inizio 2003 fece ritorno nella prima squadra dello Skonto, debuttando nella massima serie lettone il 26 aprile 2003, entrando nella gara contro il Dinaburg valida per la quarta giornata al posto di Pavel Ryzhevski . Un mese più tardi, già alla seconda presenza mise a segno la sua prima rete, quella del definitivo 7-0 nella goleada contro l'Auda Ķekava.
Il 16 luglio 2003 esordì nelle competizioni europee, giocando titolare la gara contro i maltesi dello Sliema Wanderers valido per il primo turno preliminare di UEFA Champions League 2003-2004. A fine stagione vinse con lo Skonto il suo primo campionato, ripetendosi anche nel 2004 e nel 2010; con lo Skonto vinse anche una Coppa di Lettonia (2011-2012), tre Coppe della Livonia e una Baltic League (nell'edizione 2010-2011).
Ad inizio 2014, dopo 11 stagioni, oltre 200 presenze e 45 reti in tutte le competizioni, lasciò lo Skonto per passare al Daugava Rīga, sempre in massima serie. Debuttò con la nuova squadra il 22 marzo 2014, disputando da titolare la gara contro il Ventspils, mentre il 13 luglio dello stesso anno mise a segno la sua unica rete, contro il Jūrmala.
A fine stagione il club fallì e Blanks fece ritorno al Tukums 2000, squadra militante in 1. Līga; a metà stagione si trasferì al Caramba/Dinamo, con cui vinse il campionato e conquistò il ritorno in Virslīga. Di fatto, però non scese più in campo, ritirandosi nel luglio del 2016 e dando inizio alla sua carriera di allenatore.

#### Nazionale
A partire dal 2003 e fino al 2010 ha totalizzato complessivamente 21 presenze nella nazionale lettone, senza mettere a segno reti: in nessuna delle ventuno occasioni è stato titolare, partendo sempre dalla panchina. Il 5 luglio 2003, ad appena 17 anni, 5 mesi e 5 giorni, fece il suo debutto in nazionale, entrando nel finale della gara di Coppa del Baltico 2003 contro l'Estonia al posto di Viktors Dobrecovs; la partita diede alla Lettonia la vittoria del torneo. In sette anni le sue presenze in nazionale furono limitate a partite e tornei amichevoli, con l'eccezione di tre gare di qualificazione a mondiali ed europei.

### Allenatore
Con lo stesso Caramba/Dinamo, nel frattempo divenuto Riga FC, fece il suo esordio in panchina come vice di Vladimir Volchek a partire dalla stagione 2017. Nel 2021 si trovò a ricoprire ad interim il ruolo di capo allenatore, sostituendo l'esonerato Denis Laktionov e guidando la squadra nella vittoriosa gara contro il Metta/LU, prima di cedere il posto a Andris Riherts.

## Statistiche

### Cronologia presenze e reti in nazionale
| Cronologia completa delle presenze e delle reti in nazionale ― Lettonia | Cronologia completa delle presenze e delle reti in nazionale ― Lettonia | Cronologia completa delle presenze e delle reti in nazionale ― Lettonia | Cronologia completa delle presenze e delle reti in nazionale ― Lettonia | Cronologia completa delle presenze e delle reti in nazionale ― Lettonia | Cronologia completa delle presenze e delle reti in nazionale ― Lettonia | Cronologia completa delle presenze e delle reti in nazionale ― Lettonia | Cronologia completa delle presenze e delle reti in nazionale ― Lettonia |
| Data                                                                    | Città                                                                   | In casa                                                                 | Risultato                                                               | Ospiti                                                                  | Competizione                                                            | Reti                                                                    | Note                                                                    |
| ----------------------------------------------------------------------- | ----------------------------------------------------------------------- | ----------------------------------------------------------------------- | ----------------------------------------------------------------------- | ----------------------------------------------------------------------- | ----------------------------------------------------------------------- | ----------------------------------------------------------------------- | ----------------------------------------------------------------------- |
| 5-7-2003                                                                | Tallinn                                                                 | Estonia                                                                 | 0 – 0                                                                   | Lettonia                                                                | Coppa del Baltico 2003                                                  | -                                                                       | 77’                                                                     |
| 20-12-2003                                                              | Pafo                                                                    | Kuwait                                                                  | 2 – 0                                                                   | Lettonia                                                                | Amichevole                                                              | -                                                                       | 46’                                                                     |
| 19-2-2004                                                               | Limassol                                                                | Ungheria                                                                | 2 – 2                                                                   | Lettonia                                                                | Torneo internazionale di Cipro                                          | -                                                                       | 73’                                                                     |
| 21-2-2004                                                               | Larnaca                                                                 | Lettonia                                                                | 1 – 4                                                                   | Bielorussia                                                             | Torneo internazionale di Cipro                                          | -                                                                       | 74’                                                                     |
| 1-12-2004                                                               | Riffa                                                                   | Oman                                                                    | 3 – 2                                                                   | Lettonia                                                                | Coppa del Primo Ministro                                                | -                                                                       | 68’                                                                     |
| 3-12-2004                                                               | Riffa                                                                   | Bahamas                                                                 | 2 – 2 dts (4 - 2 dtr)                                                   | Lettonia                                                                | Coppa del Primo Ministro                                                | -                                                                       | 82’                                                                     |
| 9-2-2005                                                                | Limassol                                                                | Austria                                                                 | 1 – 1                                                                   | Lettonia                                                                | Torneo internazionale di Cipro                                          | -                                                                       | 46’                                                                     |
| 21-5-2005                                                               | Kaunas                                                                  | Lituania                                                                | 2 – 0                                                                   | Lettonia                                                                | Coppa del Baltico 2005                                                  | -                                                                       | 59’                                                                     |
| 8-10-2005                                                               | Riga                                                                    | Lettonia                                                                | 2 – 2                                                                   | Giappone                                                                | Amichevole                                                              | -                                                                       | 87’                                                                     |
| 12-10-2005                                                              | Tallinn                                                                 | Portogallo                                                              | 3 – 0                                                                   | Lettonia                                                                | Qual. Mondiali 2006                                                     | -                                                                       | 73’                                                                     |
| 12-11-2005                                                              | Vicebsk                                                                 | Bielorussia                                                             | 3 – 1                                                                   | Lettonia                                                                | Amichevole                                                              | -                                                                       | 70’                                                                     |
| 24-12-2005                                                              | Phang Nga                                                               | Thailandia                                                              | 1 – 1                                                                   | Lettonia                                                                | King's Cup 2005                                                         | -                                                                       | 90’                                                                     |
| 26-12-2005                                                              | Phuket                                                                  | Corea del Nord                                                          | 1 – 1                                                                   | Lettonia                                                                | King's Cup 2005                                                         | -                                                                       | 88’                                                                     |
| 28-12-2005                                                              | Phuket                                                                  | Oman                                                                    | 1 – 2                                                                   | Lettonia                                                                | King's Cup 2005                                                         | -                                                                       | 85’                                                                     |
| 30-12-2005                                                              | Phuket                                                                  | Corea del Nord                                                          | 1 – 2                                                                   | Lettonia                                                                | King's Cup 2005                                                         | -                                                                       | 52’                                                                     |
| 8-9-2007                                                                | Riga                                                                    | Lettonia                                                                | 1 – 0                                                                   | Irlanda del Nord                                                        | Qual. Euro 2008                                                         | -                                                                       | 89’                                                                     |
| 12-9-2007                                                               | Oviedo                                                                  | Spagna                                                                  | 2 – 0                                                                   | Lettonia                                                                | Qual. Euro 2008                                                         | -                                                                       | 90’                                                                     |
| 12-11-2008                                                              | Tallinn                                                                 | Estonia                                                                 | 1 – 1                                                                   | Lettonia                                                                | Amichevole                                                              | -                                                                       | 62’                                                                     |
| 12-8-2009                                                               | Sofia                                                                   | Bulgaria                                                                | 1 – 0                                                                   | Lettonia                                                                | Amichevole                                                              | -                                                                       | 73’                                                                     |
| 22-1-2010                                                               | Malaga                                                                  | Corea del Sud                                                           | 1 – 0                                                                   | Lettonia                                                                | Amichevole                                                              | -                                                                       | 82’                                                                     |
| 3-3-2010                                                                | Luanda                                                                  | Angola                                                                  | 1 – 1                                                                   | Lettonia                                                                | Amichevole                                                              | -                                                                       | 65’ 86’                                                                 |
| Totale                                                                  |                                                                         | Presenze                                                                | 21                                                                      |                                                                         | Reti                                                                    | 0                                                                       |                                                                         |

## Palmarès

### Club
- Campionato lettone: 3

Skonto: 2003, 2004, 2010
- Coppa di Lettonia: 1

Skonto: 2011-2012
- Coppa della Livonia: 3

Skonto: 2003, 2004, 2005
- Baltic League: 1

Skonto: 2010-2011
- 1. Līga: 1

Caramba/Dinamo: 2015

### Nazionale
- Coppa del Baltico: 1

2003